# アビス (テレビドラマ)
『アビス』（朝鮮語: 어비스）は、韓国tvNにて2019年5月6日から6月25日まで放送されたテレビドラマ。Netflixオリジナルシリーズとして世界配信され、日本でも2019年6月27日より配信されている。
何者かに殺され霊魂復活の玉"アビス"を使って、まったくの別人の姿で蘇った男女が、自分を殺した犯人を捜し出すファンタジーサスペンス。

## あらすじ
大企業の御曹司チャ・ミン（アン・セハ）は、幼馴染で検事のコ・セヨン（キム・サラン）の紹介で知り合った女性ヒジン（ハン・ソヒ）との結婚を控えていたが、顔の不細工さが原因で婚約破棄されてしまう。ミンはショックのあまり自殺を図ろうとするが、そこをたまたま通りかかった未確認飛行物体に跳ね飛ばされ命を落としてしまう。宇宙人は自分たちのせいで死んでしまったミンを、その人の魂の姿を可視化し生き返らせる復活の玉"アビス"を使い蘇らせるが、生き返ったミンの容姿は今までとは正反対の完璧なイケメンになってしまう。別人の姿を手に入れアビスの持ち主となったミン（アン・ヒョソプ）だったが、ちょうどその頃セヨンが何者かに殺されてしまい、世間から失踪したと思われているミンが殺人の容疑者として指名手配されてしまう。ミンはアビスでセヨンのことも生き返らせ、別人の姿となった2人はセヨン（パク・ボヨン）を殺した真犯人を突き止めていく。

## 登場人物

### 主要人物
コ・セヨン
演：パク・ボヨン / 蘇生前：キム・サラン（特別出演）
女神と称されるほど美しく優秀な中央地検特捜部検事。捜査に当たっていた殺人事件が過去に起きたオムサン洞殺人事件と関係あると睨んでいたが、そんな最中に何者かに殺されてしまう。同時期にたまたまアビスを使って死から蘇った幼馴染のミンがアビスを使い蘇らせ、平凡な女性の姿となって生き返る。
チャ・ミン
演：アン・ヒョソプ / 蘇生前：アン・セハ（特別出演）
韓国の化粧品業界1位を独占する企業ラン・コスメディックの御曹司。幼馴染のセヨンの紹介でヒジンと出会い婚約し幸せの絶頂にいたが、容姿の醜さを理由に婚約破棄されてしまう。絶望し自殺を図ろうとしているところを運転が下手なUFOと衝突し命を落とすが、アビスを使いイケメンの容姿を手に入れ生き返る。

### 中央地検 / 東部警察署強力チーム
ソ・ジウク
演：クォン・スヒョン
中央地検特捜部主任検事でセヨンの同僚。判事ソ・チョンシクの一人息子。アメリカで学生時代を過ごし韓国に帰国後わずか2年で司法試験に合格した。非常に優秀な検事だが過去に担当したオムサン洞殺人事件だけは未解決のまま。現在はセヨンの殺人事件を担当している。
パク・ドンチョル
演：イ・シオン
東部署強力犯罪チームのエース刑事。プライベートでは純情な素顔を持ち元恋人のイ・ミドに未練を持っている。惚れた弱みでミドのフリをして捜査を続けるセヨンの頼みをつい聞いてしまう。
イ・ミド
演：ソン・サンウン
セヨンの元先輩でドンチョルの元恋人の女性弁護士。検事時代は美人で何でもできるセヨンの事を嫉み、セヨンからも嫌われていた。セヨンは生き返った自分の顔がミドそっくりな事に気付きミドになったフリをする。海外留学を経て現在は顔を整形している。
チェ刑事
演：キム・ソンボム
東部署強力犯罪チームのドン・チョルの後輩刑事。

### ラン・コスメディック
チャン・ヒジン / オ・スジン
演：ハン・ソヒ
ミンの元婚約者。人を外見で判断しない優しくて天使のような女性だったが、ある日突然に新居を売り払いミンの元から去っていく。蘇ったミンと再会し詐欺師の素性も明らかになっていくが、人には言えない事情を抱えている。
オム・エラン
演：ユン・ユソン
ミンの実の母親でラン・コスメディックの会長。夫を亡くしてから会社を引き継ぎ業界1位まで業績を上げた。
パク・ミスン
演：パク・ソンヨン
ミンの家で働く世話係で、ミンにとっては心許せるもう一人の母親のような存在。
キム室長
演：シム・ユンボ
エランの秘書。

### その他
オ・ヨンチョル / オ・ソンチョル
演：イ・ソンジェ (俳優)
大学病院で働く優秀な外科医。普段の姿からは想像できない恐ろしい過去を持っている。
パク・ギマン
演：イ・チョルミン
オムサン洞殺人事件で娘を殺された被害者遺族。元警部補。
ソ・チョンシク
演：イ・デヨン
裁判官。ソ・チョンシクの父。

### 特別出演
宇宙人（第1話）- 演：ソ・イングク、チョン・ソミン
UFOの低空飛行運転に失敗し飛び降り自殺を図ろうとしていたミンを跳ね飛ばすが、自分たちの過失のため死んでしまったミンをアビスを使って蘇らせる。

## スタッフ
- 演出：ユ・ジェウォン
- 脚本：ムン・スヨン

## 視聴率
| Ep   | 放送日        | 平均オーディエンスシェア （AGBニールセン） | 平均オーディエンスシェア （AGBニールセン） | 参考   |
| Ep   | 放送日        | 全国                                       | ソウル                                     | 参考   |
| ---- | ------------- | ------------------------------------------ | ------------------------------------------ | ------ |
| 1    | 2019年5月6日  | 3.858％                                    | 4.836％                                    | [ 14 ] |
| 2    | 2019年5月7日  | 3.682％                                    | 4.620％                                    | [ 15 ] |
| 3    | 2019年5月13日 | 3.142％                                    | 3.791％                                    | [ 16 ] |
| 4    | 2019年5月14日 | 3.219％                                    | 4.024％                                    | [ 17 ] |
| 5    | 2019年5月20日 | 2.743％                                    | 3.345％                                    | [ 18 ] |
| 6    | 2019年5月21日 | 3.346％                                    | 3.720％                                    | [ 19 ] |
| 7    | 2019年5月27日 | 2.365％                                    | 2.817％                                    | [ 20 ] |
| 8    | 2019年5月28日 | 2.339％                                    | 2.956％                                    | [ 21 ] |
| 9    | 2019年6月3日  | 2.704％                                    | 3.353％                                    | [ 22 ] |
| 10   | 2019年6月4日  | 2.251％                                    | 2.979％                                    | [ 23 ] |
| 11   | 2019年6月10日 | 2.273％                                    | 2.360％                                    |        |
| 12   | 2019年6月11日 | 2.156％                                    | 2.537％                                    | [ 24 ] |
| 13   | 2019年6月17日 | 2.151％                                    | 2.370％                                    | [ 25 ] |
| 14   | 2019年6月18日 | 2.035％                                    | 2.168％                                    | [ 26 ] |
| 15   | 2019年6月24日 | 2.043％                                    | 2.308％                                    | [ 27 ] |
| 16   | 2019年6月25日 | 2.282％                                    | 2.889％                                    | [ 28 ] |
| 平均 | 平均          | 2.662％                                    | 3.192％                                    |        |

## 賞とノミネート
| 年   | 賞                         | カテゴリー | 受信者         | 結果       |
| ---- | -------------------------- | ---------- | -------------- | ---------- |
| 2019 | 第12回コリアドラマアワード | 新人俳優賞 | アン・ヒョソプ | ノミネート |